# Duel au soleil
Duel au soleil is een nummer van de Franse zanger Étienne Daho uit 1987. Het is de derde en laatste single van zijn derde studioalbum Pop Satori.
In "Duel au soleil" zingt de liedverteller over zijn wraakgevoelens jegens zijn voormalige geliefde, die hem onrecht aan heeft gedaan. Het nummer werd een bescheiden hit in Frankrijk, waar het de 17e positie bereikte.

## Tracklijst
7"
1. "Duel au soleil" - 4:24
2. "Pop Egerie O" - 4:02